# Maria Jasin
Maria Jasin (* 1956 in Detroit, Michigan) ist eine US-amerikanische Molekularbiologin am Memorial Sloan Kettering Cancer Center (MSKCC) und an der Weill Cornell Graduate School of Medical Sciences der Cornell University.
Jasin erwarb an der Florida Atlantic University einen Bachelor in Biologie und 1978 einen Ph.D. am Massachusetts Institute of Technology. Als Postdoktorandin arbeitete sie an der Universität Zürich und an der Stanford University, bevor sie 1990 an das MSKCC wechselte und eine Professur an der Cornell University erhielt.
Maria Jasin ist für ihre Arbeiten zu Doppelstrangbrüchen der DNA und ihren Reparaturmechanismen bekannt, die dem Genome editing den Weg bahnten. Sie konnte wesentlich zur Aufklärung der homologen Rekombination und der Rolle von BRCA1 und BRCA2 dabei beitragen.
2015 wurde Jasin in die National Academy of Sciences gewählt, 2017 in die American Academy of Arts and Sciences und 2022 in die American Philosophical Society. 2019 wurde ihr der Shaw Prize für Lebenswissenschaften und Medizin zugesprochen, 2025 der Pearl Meister Greengard Prize. Laut Datenbank Scopus hat Jasin einen h-Index von 96 (Stand August 2025).